# Часовой шкаф

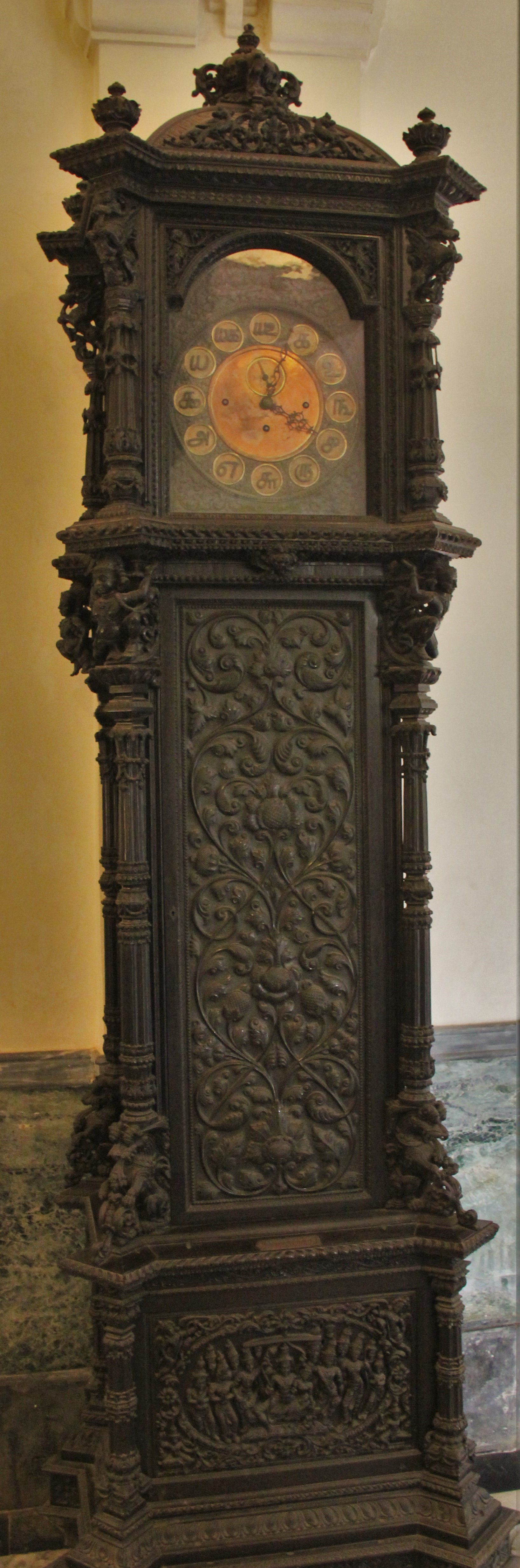
8-дневные часы с длинным корпусом. Часы датируются 1700 годом, а дело датируется концом XIX — началом XX века. Оригинальный циферблат этих часов был заменён латунным циферблатом с тамильскими цифрами, возможно, в конце XIX или начале XX века. Оригинальный длинный футляр также был заменён деревянным резным футляром в форме мандапы, выполненным в южно-индийском стиле. Передняя и боковые панели выполнены в металлической отделке с цветочными меандрами. Нижняя часть корпуса изображает мифологические сцены, а корпус изготовлен в Мадрасской школе искусств. Часы выставлены в музее принца Уэльского в Мумбаи и были подарены Дорабом Тата

Часовой шкаф — напольные маятниковые часы в высоком деревянном корпусе, а также сам часовой корпус. Прототипы часового шкафа, составлявшие традиционный предмет обстановки богатого средневекового европейского дома, изготавливались со времён позднего Средневековья. Часы этого стиля, как правило, украшала искусная резьба по дереву, а также чеканка, обрамляющая циферблат. Средняя высота шкафа составляла примерно 1,8—2,4 м; иногда ему придавалась форма часовой башни. Напольные маятниковые часы обладали превосходной точностью, поэтому вплоть до начала XX века служили в качестве основного стандарта времени для домашних хозяйств и предприятий. Сегодня они являются предметом декоративной и антикварной ценности.

## Другие названия
Вместо понятия «часовой шкаф» часто используют выражение «высокие напольные часы» или «большие напольные часы». В английской традиции распространено название «дедушкины часы» (англ. grandfather clock) — возможно, восходящее к словам популярной песни, сочинённой в 1876 году Генри Клэем Уорком. Кроме того название «дедушкины часы» употреблялось применительно к высоким — больше 1,9 м — напольным часам. Часы высотой 1,5—1,9 м называли «бабушкиными» (англ. grandmother clock), высотой менее 1,5 м — «внучкиными» (англ. granddaughter clock). Кроме того, напольные часы небольшого размера иногда именовали «регулятором» или «главными часами», поскольку по ним обычно настраивались все остальные часы в доме.

## Происхождение
Часовой шкаф классического вида появился в XVII веке и сочетал в себе элементы как настенных, так и башенных часов. Старые напольные часы были намного ниже, поскольку имели ещё шпиндельный спуск, требующий очень большой — около 80—100° — амплитуды колебаний маятника. Изобретение в 1670 году анкерного спускового механизма, приписываемое Роберту Гуку, уменьшило амплитуду колебаний до 4—6° и позволило использовать более длинные маятники. Новые часы, получившие необычно длинный узкий корпус, потребляли значительно меньше энергии; их детали меньше изнашивались от трения, что позволило добиться значительного улучшения хода часов, их долговечности и точности. В 1680 году английский часовщик Уильям Клемент, оспаривавший приоритет изобретения анкерного механизма у Роберта Гука, изготовил свои первые большие напольные часы. В том же году другой известный английский часовщик Томас Томпион продемонстрировал свой вариант часов.

## Галерея
|  | Часовой шкаф соснового дерева работы Томаса Росса (англ. Thomas Ross). Кингстон-апон-Халл, Великобритания. Около 1790 |  | Циферблат часов Тимоти Мейсона (Гейнсборо, Линкольншир) |
|  | Длинные часы Тимоти Мейсона. Около 1730                                                                               |  | Длинные часы в окружном музее в Тарнуве в Польше, установленные с использованием импортных компонентов с маркировкой «Виллиам Журден Лондон» и украшенные мотивами шинуазри. Около 1750                      |
|  | Циферблатная подпись Тимоти Мейсона                                                                                   |  | Большая часть высоты длинных часов используется для удержания длинного маятника и веса. Две цепи, прикрепленные к весам, и отсутствие намотанных отверстий на циферблате показывают, что это 30-часовые часы |
|  | Часы Эдварта Сонна (Рённе, Борнхольм). Конец 1700-х годов                                                             |  | Композитные часы |